# Vitislav
Vitislav (auch Witizla oder Utizla) war ein böhmischer Fürst im späten 9. Jahrhundert und vermutlich ein Mitglied der Adelsfamilie der Slavnikiden.
Als im Jahr 895 nach dem Zerfall von Großmähren eine Abordnung aller böhmischen Großen (omnes duces Boemanorum) dem ostfränkischen König Arnulf von Kärnten in Regensburg einen Besuch abstattete, führten zwei Fürsten die Gesandtschaft an: Spytihněv, der Sohn des ersten bekannten Přemysliden-Herrschers Bořivoj I., und Vitislav (ui utizla). Als einer von zwei Vertretern des ganzen Landes muss Vitislav eine angesehene und mächtige Persönlichkeit gewesen sein.
Die böhmische Geschichtsschreibung bezeichnet Vitislav bereits seit mehr als einhundert Jahren als den ersten bekannten Angehörigen der Slavnikiden. Böhmen war am Ende des 9. Jahrhunderts in mehrere Herrschaftsbereiche aufgeteilt. Ihre Anzahl, Ausdehnung und Grenzen sind nicht genau bekannt, zwei große Gebiete scheinen aber unterschieden werden zu können: die entstehende Přemysliden-Domäne in Mittelböhmen und die Herrschaft der Slavnikiden. Das Gebiet, in dem Vitislav herrschte, konnte jedoch bisher anhand historischer Schriften nicht nachgewiesen werden.